# Liste von Burgen, Schlössern und Festungen auf Korsika
Die Liste von Burgen, Schlössern und Festungen auf Korsika listet bestehende und abgegangene Anlagen auf der französischen Insel Korsika auf.

Wappen von Korsika
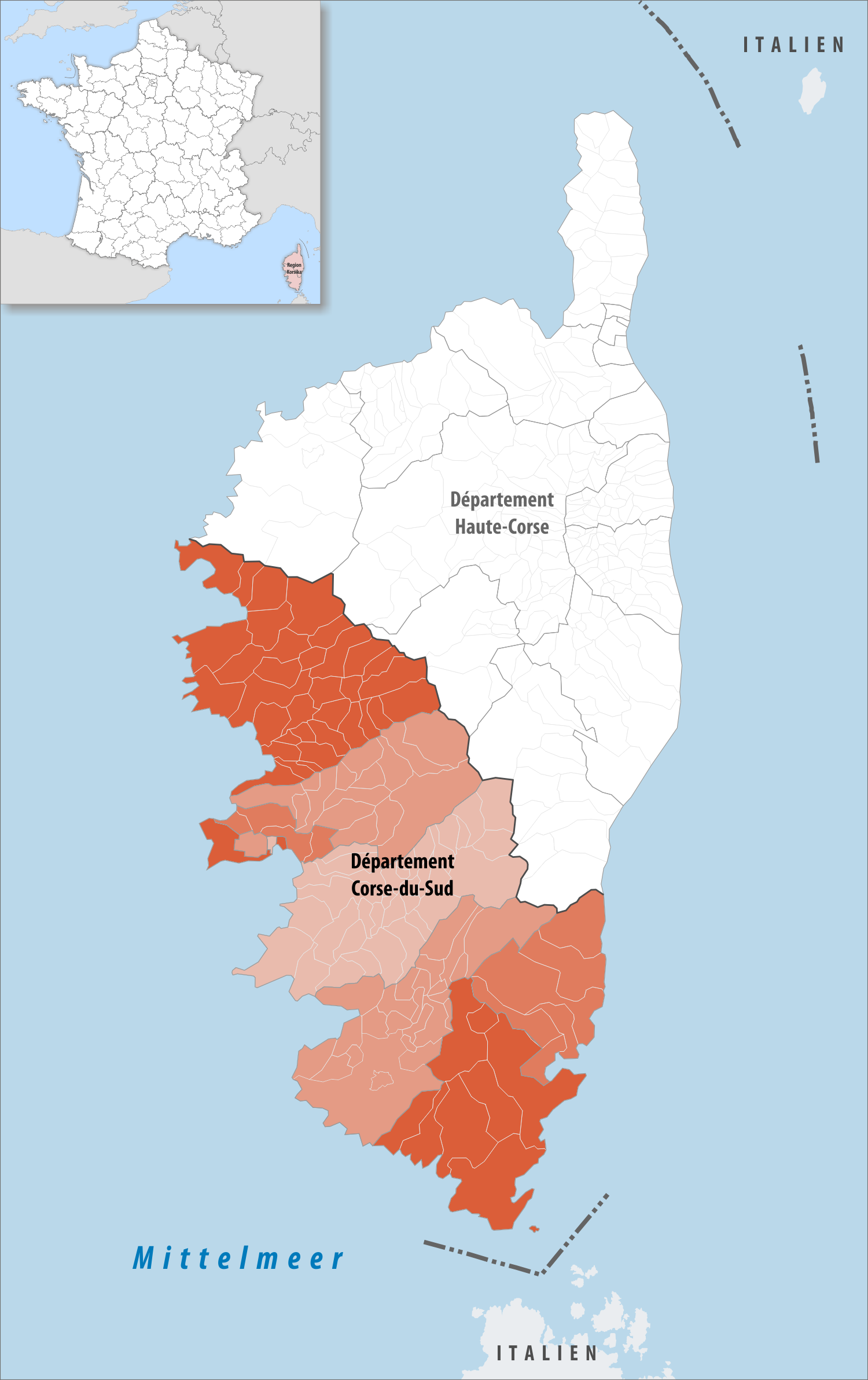
Lage des ehemaligen* Départements Corse-du-Sud (2A) in Korsika
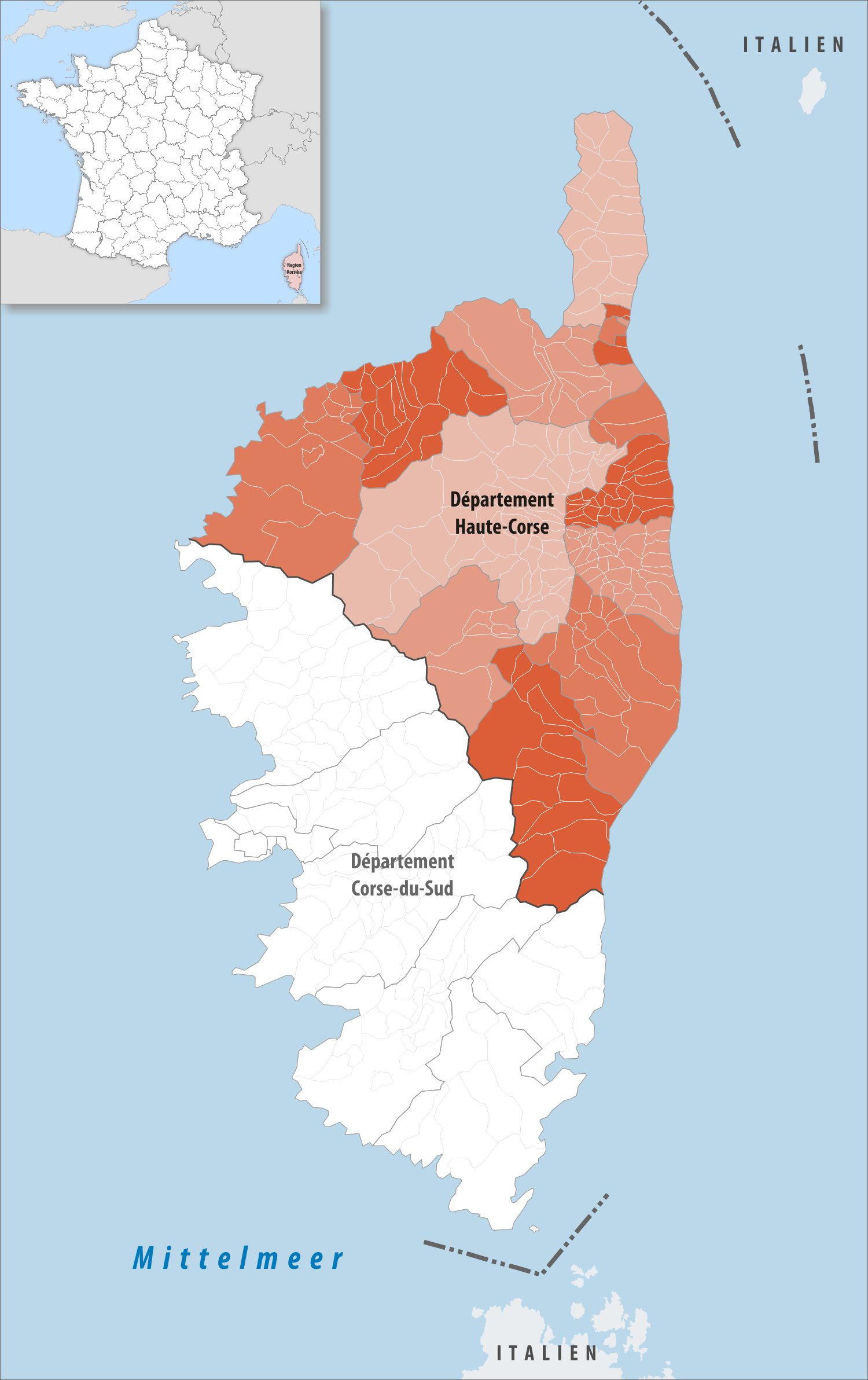
Lage des ehemaligen* Départements Haute-Corse (2B) in Korsika
Lage der Region Korsika in Frankreich

Seit 1. Januar 2018 ist die Insel Korsika administrativ nur noch ein Département und die Unterteilung in Corse-du-Sud und Haute-Corse dient rein statistischen Zwecken.
Eine Besonderheit Korsikas sind die 85 Genuesertürme entlang seiner Küstenlinie, die hier als Befestigungen mit aufgelistet sind.

## Liste
Bestand am 22. November 2021: 124
| Name deu / fra                                                         | Gemeinde / Lage                                | Typ (Untertyp)       | Bemerkungen | Bild |
| ---------------------------------------------------------------------- | ---------------------------------------------- | -------------------- | --- | ---- |
| Turm Agnello Tour d'Agnello                                            | Rogliano 43,009859° N, 9,427192° O             | Burg (Turm)          | |      |
| Zitadelle Ajaccio Citadelle de Ajaccio                                 | Ajaccio 41,916912° N, 8,739688° O              | Festung (Zitadelle)  | |      |
| Turm Albo Tour d'Albo                                                  | Ogliastro 42,80802° N, 9,333744° O             | Burg (Turm)          | |      |
| Fort Algajola Château fort d'Algajola                                  | Algajola 42,609329° N, 8,862197° O             | Burg                 | |      |
| Turm Alistro Tour d'Alistro                                            | Canale-di-Verde 42,250289° N, 9,554232° O      | Burg (Turm)          | |      |
| Turm Ancone Tour d'Ancone                                              | Calcatoggio 42,042331° N, 8,726388° O          | Burg (Turm)          | |      |
| Turm Balba Tour de Balba                                               | Sisco                                          | Burg (Turm)          | |      |
| Zitadelle Bastia Citadelle de Bastia                                   | Bastia                                         | Festung (Zitadelle)  | |      |
| Burg Biguglia Château de Biguglia                                      | Biguglia                                       | Burg                 | Ruine |      |
| Fort Biguglia Fortin de Biguglia                                       | Furiani                                        | Burg                 | Wurde mehrfach neu errichtet |      |
| Zitadelle Bonifacio Citadelle de Bonifacio                             | Bonifacio 41,387077° N, 9,149761° O            | Festung (Zitadelle)  | |      |
| Burg Bracaggio Forteresse de Bracaggio                                 | Lumio                                          | Burg                 | Ruine |      |
| Fort Brando Fort de Brando                                             | Brando                                         | Burg                 | Ruine |      |
| Turm Bravone Tour de Bravone                                           | Linguizzetta-Bravone 42,194972° N, 9,553083° O | Burg (Turm)          | 1540 bis 1560 errichtet. Nach 1710 als Wohnhaus. Später verfallen. Schuttüberreste südlich des Gemeindeteiles Bravone an der Küste. |      |
| Turm Calanca Tour de Calanca                                           | Olmeto                                         | Burg (Turm)          | |      |
| Turm Caldanu Tour de Caldanu                                           | Lumio                                          | Burg (Turm)          | |      |
| Turm Caldarello Tour de Caldarello                                     | Pianottoli-Caldarello                          | Burg (Turm)          | |      |
| Zitadelle Calvi Citadelle de Calvi                                     | Calvi 42,568381° N, 8,760706° O                | Festung (Zitadelle)  | |      |
| Turm Campomoro Tour de Campomoro                                       | Belvédère-Campomoro                            | Burg (Turm)          | |      |
| Fort Le Cap Pertusato Fort du cap Pertusato                            | Bonifacio                                      | Festung (Fort)       | Am südlichsten Punkt der Insel, wo sich auch ein Leuchtturm befindet                                                                |      |
| Turm Capannella Tour de Capannella                                     | Serra-di-Ferro                                 | Burg (Turm)          | |      |
| Turm Capigliolo Tour de Capigliolo                                     | Casaglione                                     | Burg (Turm)          | |      |
| Turm Capitello Tour de Capitello                                       | Grosseto-Prugna                                | Burg (Turm)          | |      |
| Turm Capo di Feno Tour de Capo di Feno                                 | Ajaccio                                        | Burg (Turm)          | |      |
| Turm Capriona Tour de Capriona                                         | Serra-di-Ferro                                 | Burg (Turm)          | |      |
| Turm Capu di Muru Tour de Capu di Muru                                 | Coti-Chiavari                                  | Burg (Turm)          | |      |
| Turm Capu Neru Tour de Capu Neru                                       | Coti-Chiavari                                  | Burg (Turm)          | |      |
| Burg Capula Château fort de Capula (Cucuruzzu)                         | Levie                                          | Burg                 | Ruine |      |
| Turm Cargalu Tour de Cargalu                                           | Osani                                          | Burg (Turm)          | |      |
| Turm Cargèse Tour de Cargèse                                           | Cargèse                                        | Burg (Turm)          | |      |
| Turm La Castagna Tour de La Castagna                                   | Coti-Chiavari                                  | Burg (Turm)          | |      |
| Turm Castellare Tour de Castellare                                     | Pietracorbara                                  | Burg (Turm)          | |      |
| Turm Castellucio Tour de Castellucio                                   | Ajaccio 41,875512° N, 8,587918° O              | Burg (Turm)          | Rechteckiger Turm auf dem südwestlichen Ende der größten Insel Mezzu Mare der Inselgruppe Îles Sanguinaires                         |      |
| Burg Cenci Château de Cenci                                            | Canari                                         | Burg                 | Im Weiler Piazze |      |
| Turm Centuri Tour de Centuri                                           | Centuri                                        | Burg (Turm)          | |      |
| Fort Charlet (Fort Torretta)                                           | Calvi                                          | Festung              | |      |
| Turm Ciocce Tour de Ciocce                                             | Pino                                           | Burg (Turm)          | |      |
| Burg Corbara Castel de Guido de Sabellis                               | Corbara                                        | Burg                 | Ruine |      |
| Zitadelle Corte Citadelle de Corte                                     | Corte                                          | Festung (Zitadelle)  | |      |
| Burg Covasina Château de Coasina (Covasina)                            | Ventiseri                                      | Burg                 | Ruine |      |
| Turm Diana Tour de Diana                                               | Aléria                                         | Burg (Turm)          | |      |
| Turm Elbo Tour d'Elbo                                                  | Osani                                          | Burg (Turm)          | |      |
| Turm Erbalunga Tour d'Erbalunga                                        | Brando                                         | Burg (Turm)          | |      |
| Turm Farinole Tour de Farinole                                         | Farinole                                       | Burg (Turm)          | |      |
| Turm Fautea Tour de Fautea                                             | Zonza                                          | Burg (Turm)          | |      |
| Palais Fesch                                                           | Ajaccio                                        | Schloss (Palais)     | Heute das Musée des Beaux-Arts |      |
| Turm Finocchiarola Tour de Finocchiarola                               | Rogliano                                       | Burg (Turm)          | |      |
| Turm Fiorentina Tour de Fiorentina                                     | San-Giuliano                                   | Burg (Turm)          | |      |
| Turm Fornali Tour de Fornali                                           | Saint-Florent                                  | Burg (Turm)          | |      |
| Turm Furiani Tour de Furiani                                           | Furiani                                        | Burg (Turm)          | |      |
| Turm Galéria Tour de Galéria                                           | Galéria                                        | Burg (Turm)          | |      |
| Turm Giottani Tour de Giottani                                         | Barrettali                                     | Burg (Turm)          | |      |
| Turm La Giraglia Tour de la Giraglia                                   | Ersa                                           | Burg (Turm)          | |      |
| Turm Girolata Tour de Girolata                                         | Osani                                          | Burg (Turm)          | |      |
| Palast des Gouverneurs Palais des Gouverneurs                          | Bastia                                         | Schloss (Palais)     | |      |
| Palast des Gouverneurs Palais des Gouverneurs                          | Calvi                                          | Schloss (Palais)     | |      |
| Schloss Granajola Château Granajola                                    | Rapaggio                                       | Schloss (Herrenhaus) | |      |
| Turm L’Isolella Tour de l'Isolella                                     | Pietrosella                                    | Burg (Turm)          | |      |
| Palais Lantivy                                                         | Ajaccio                                        | Schloss (Palais)     | Ist heute die Präfektur für das Département Corse-du-Sud                                                                            |      |
| Turm Losari Tour de Losari (Tour Génoise de Lozari à Belgodère)        | Belgodère                                      | Burg (Turm)          | |      |
| Burg Lumito Château de Lumito                                          | Scata                                          | Burg                 | Ruine |      |
| Turm Maraghiu Tour de Maraghiu                                         | Galéria                                        | Burg (Turm)          | |      |
| Fort Matra Fort de Matra                                               | Aléria                                         | Festung              | |      |
| Turm Meria Tour de Meria                                               | Meria                                          | Burg (Turm)          | |      |
| Burg Merlacce Château de Merlacce                                      | Centuri                                        | Burg                 | |      |
| Turm Micalona Tour de Micalona                                         | Olmeto                                         | Burg (Turm)          | |      |
| Turm Miomu Tour di Miomu                                               | Santa-Maria-di-Lota                            | Burg (Turm)          | |      |
| Turm Mortella Tour de Mortella                                         | Saint-Florent                                  | Burg (Turm)          | |      |
| Turm Mozza Torre Mozza                                                 | Calenzana                                      | Burg (Turm)          | |      |
| Fort Mozzello                                                          | Calvi                                          | Festung              | |      |
| Schloss Muracciole Château de Muracciole                               | Muracciole                                     | Schloss              | |      |
| Turm Negro Tour de Negro                                               | Olmeta-di-Capocorso                            | Burg (Turm)          | |      |
| Turm Nonza Tour de Nonza                                               | Nonza                                          | Burg (Turm)          | |      |
| Turm Olmeto Tour d'Olmeto                                              | Monacia-d’Aullène                              | Burg (Turm)          | |      |
| Turm Omigna Tour d'Omigna                                              | Cargèse                                        | Burg (Turm)          | |      |
| Turm Orchinu Tour d'Orchinu                                            | Cargèse                                        | Burg (Turm)          | |      |
| Turm Orneto Tour d'Orneto                                              | Pietracorbara                                  | Burg (Turm)          | |      |
| Turm L’Osse Tour de l'Osse                                             | Cagnano                                        | Burg (Turm)          | |      |
| Turm La Parata Tour de la Parata                                       | Ajaccio 41,895412° N, 8,608491° O              | Burg (Turm)          | |      |
| Turm della Parocchia Tour della Parocchia                              | Rogliano                                       | Burg (Turm)          | |      |
| Turm Pelusella Tour de Pelusella                                       | Appietto                                       | Burg (Turm)          | |      |
| Burg Petrellerata Château de Petrellerata                              | Zuani                                          | Burg                 | Ruine südöstlich des Ortes |      |
| Turm Pianosa Tour de Pianosa                                           | Occhiatana 42,640257° N, 8,987468° O           | Burg (Turm)          | Die Ruinen eines möglichen weiteren Turmes befinden sich wenige Meter weiter östlich: 42,640345° N, 8,992631° O                     |      |
| Schloss Pierre Bonaparte Château de Pierre Bonaparte                   | Calenzana                                      | Schloss              | Ruine, ehemalige Jagdresidenz von Prinz Pierre-Napoléon Bonaparte                                                                   |      |
| Turm La Pietra Tour de la Pietra                                       | L’Île-Rousse                                   | Burg (Turm)          | |      |
| Turm Pinarellu Tour de Pinarellu                                       | Zonza                                          | Burg (Turm)          | |      |
| Turm Poggio Maison-tour de Poggio                                      | Ersa                                           | Burg (Turm)          | |      |
| Turm Poggio Tour de Poggio                                             | Tomino                                         | Burg (Turm)          | |      |
| Turm Porto Tour de Porto                                               | Ota                                            | Burg (Turm)          | |      |
| Zitadelle Porto-Vecchio Citadelle de Porto-Vecchio (Bastion de France) | Porto-Vecchio                                  | Festung (Zitadelle)  | |      |
| Turm Prunete Tour de Prunete                                           | Cervione                                       | Burg (Turm)          | |      |
| Schloss La Punta Château de la Punta                                   | Alata                                          | Schloss              | |      |
| Turm Punta d’Arcu Tour de Punta d'Arcu                                 | Borgo                                          | Burg (Turm)          | |      |
| Schloss Quenza Château de Quenza                                       | Quenza                                         | Schloss              | |      |
| Turm Roccapina Tour de Roccapina                                       | Sartène                                        | Burg (Turm)          | |      |
| Turm Sacro Tour de Sacro                                               | Brando                                         | Burg (Turm)          | |      |
| Turm Sagone Tour de Sagone                                             | Vico                                           | Burg (Turm)          | |      |
| Zitadelle Saint-Florent Citadelle de Saint-Florent                     | Saint-Florent                                  | Festung (Zitadelle)  | |      |
| Turm Saint Jean Tour Saint Jean                                        | Morsiglia                                      | Burg (Turm)          | |      |
| Turm Saleccia Tour de Saleccia                                         | Monticello 42,640068° N, 8,975555° O           | Burg (Turm)          | |      |
| Turm San Benedettu Tour de San Benedettu                               | Lecci                                          | Burg (Turm)          | |      |
| Turm San Ciprianu Tour de San Ciprianu                                 | Lecci                                          | Burg (Turm)          | |      |
| Burg San Colombano Château de San Colombano                            | Palasca                                        | Burg                 | Ruine nahe dem Col de San Colombano                                                                                                 |      |
| Burg San Colombano Castello San Colombano                              | Rogliano                                       | Burg                 | Ruine |      |
| Turm San Pellegrinu Tour de San Pellegrinu                             | Penta-di-Casinca                               | Burg (Turm)          | |      |
| Turm Sant’Amanza Tour de Sant'Amanza                                   | Bonifacio                                      | Burg (Turm)          | |      |
| Turm Santa Maria della Chiappella Tour Santa Maria della Chiappella    | Rogliano                                       | Burg (Turm)          | |      |
| Turm Scalo Tour de Scalo                                               | Pino                                           | Burg (Turm)          | |      |
| Turm Scalo Tour de Scalo                                               | L’Île-Rousse                                   | Burg (Turm)          | |      |
| Turm Le Sel Tour du Sel                                                | Calvi                                          | Burg (Turm)          | |      |
| Turm Sénèque Tour de Sénèque                                           | Luri                                           | Burg (Turm)          | |      |
| Turm Senetosa Tour de Senetosa                                         | Sartène                                        | Burg (Turm)          | |      |
| Burg Serravalle Château de Serravalle                                  | Prato-di-Giovellina                            | Burg                 | Ruine |      |
| Turm Spano Tour de Spano                                               | Lumio                                          | Burg (Turm)          | |      |
| Turm Sponsaglia Tour de Sponsaglia                                     | Bonifacio                                      | Burg (Turm)          | |      |
| Burg Supietra Castello di Supietra                                     | Omessa                                         | Burg                 | Ruine |      |
| Turm Tizzano Tour de Tizzano                                           | Sartène                                        | Burg (Turm)          | |      |
| Turm Tollare Tour de Tollare                                           | Ersa                                           | Burg (Turm)          | |      |
| Turm Truccia Torre Truccia                                             | Calenzana                                      | Burg (Turm)          | |      |
| Schloss Tuda Château de Tuda                                           | Olmeta-di-Tuda                                 | Schloss              | |      |
| Turm Turghiu Tour de Turghiu                                           | Piana                                          | Burg (Turm)          | |      |
| Turm Vignale Tour de Vignale                                           | Ghisonaccia                                    | Burg (Turm)          | |      |
| Fort Vivario Fort de Vivario                                           | Vivario                                        | Burg                 | Ruine |      |
| Fort Vizzavona Fort de Vizzavona                                       | Vivario                                        | Burg                 | Ruine |      |